# Kyonggongopsong Sports Club
Il Kyonggongopsong Sports Club (cor. 경공업성체육단) è una società calcistica nordcoreana di Pyongyang.